# Nacerdes atripennis
Nacerdes atripennis es una especie de coleóptero de la familia Oedemeridae.

## Distribución geográfica
Habita en China.